# Liam Ahern
William „Liam“ Ahern (* 12. Januar 1916 im County Cork; † 13. Juli 1974) war ein irischer Politiker der Fianna Fáil. Er war von 1957 bis 1973 Mitglied im Seanad Éireann, dem Oberhaus, und von 1973 bis zu seinem Tod Teachta Dála (Abgeordneter) im Dáil Éireann, dem Unterhaus des irischen Parlaments (Oireachtas).
Ahern folgte 1953 seinem verstorbenen Vater in den Cork County Council. Er war als Landwirt und Auktionator tätig. 1957 wurde er über die Arbeitsliste in den Seanad Éireann gewählt. 1961, 1965 und 1969 wurde er über die Verwaltungsliste wiedergewählt. Noch bei den Wahlen zum Dáil Éireann 1969 im Wahlkreis Cork North-East war er knapp gescheitert. Bei den Wahlen 1973 wurde er dann schließlich gewählt, starb aber nach anderthalb Jahren.
Aherns Sohn, Michael Ahern, war Abgeordneter im Dáil von 1982 bis 2011. 